# Estádio Brígido Iriarte
O Estadio Brígido Iriarte é um estádio multi-esportivo localizado em Caracas, na Venezuela.
Com capacidade para 12 500 espectadores, o estádio serve de cada para os clubes de futebol Atlético Venezuela e Metropolitanos. Além do gramado, o local conta com uma pista de atletismo.